# Нефинеи
Нефинеи (Нетиним; «данный» или «посвященный»; Езд. 2:43—58; англ. Nethiniens; Nathineans; Nethinim) — библейский ветхозаветный род, из которого набирался особый класс служащих при центральном святилище в древнем Израиле. Часть гаваонитян, побеждённых и взятых в плен; были определены в число низших церковнослужителей при иерусалимском Храме носить воду, рубить дрова для Храма (1Пар. 9:2). Число этих низших церковнослужителей при Храме особенно увеличилось в позднейшие времена при Давиде и других.
Нефинеями они были названы уже после Вавилонского плена (Неем. 3:26, 7:46, 10:28). Отведённые в плен нефинеи жили в местности Касифья (Casiphia; Езд. 8:17—20).